# Pleyel
För andra betydelser, se Pleyel (olika betydelser).

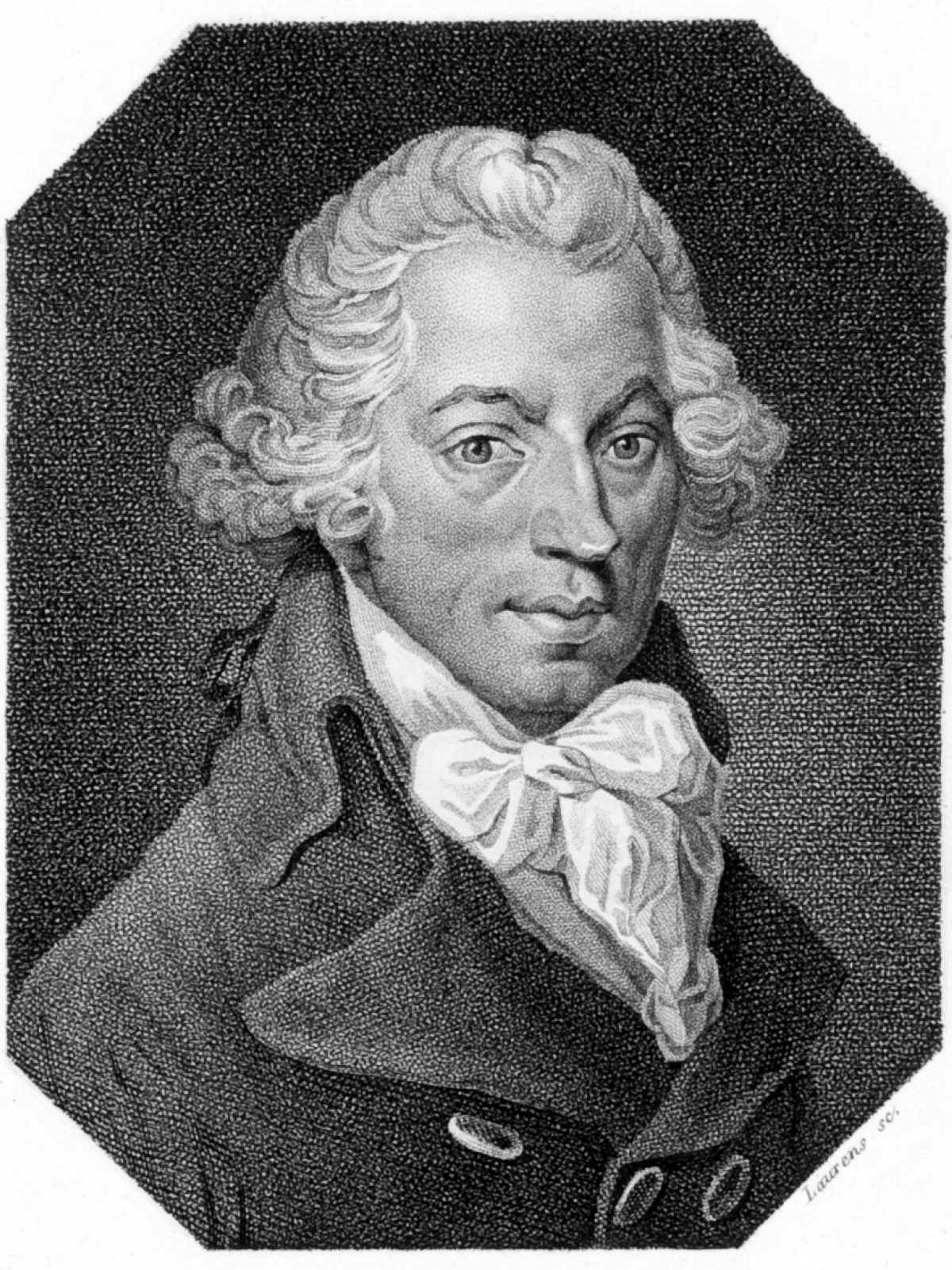
Ignace Pleyel, grundare av pianofirman Pleyel.

Pleyel är en fransk pianotillverkare.

## Innehavare
- Ignace Pleyel (1757-1831)
- Camille Pleyel (1788–1855)
- Auguste Wolff (1821-1887)
- Gustave Lyon (1857-1936)
- Hubert Martigny (född 1939)